# Arrondissement Parthenay
Das Arrondissement Parthenay ist eine Verwaltungseinheit im französischen Département Deux-Sèvres innerhalb der Region Nouvelle-Aquitaine. Hauptort (Sitz der Unterpräfektur) ist Parthenay.
Es besteht aus vier Kantonen und 78 Gemeinden.

## Kantone
- Kanton Autize-Égray (mit 20 von 26 Gemeinden)
- La Gâtine
- Le Val de Thouet (mit 9 von 28 Gemeinden)
- Parthenay

## Gemeinden
Die Gemeinden des Arrondissements Bressuire sind:
| 1. Adilly (79002)                    | 2. Airvault (79005)                 | 3. Allonne (79007)                    | 4. Amailloux (79008)                       |
| 5. Ardin (79012)                     | 6. Assais-les-Jumeaux (79016)       | 7. Aubigny (79019)                    | 8. Availles-Thouarsais (79022)             |
| 9. Azay-sur-Thouet (79025)           | 10. Beaulieu-sous-Parthenay (79029) | 11. Béceleuf (79032)                  | 12. Beugnon-Thireuil (79077)               |
| 13. Boussais (79047)                 | 14. Champdeniers (79066)            | 15. Châtillon-sur-Thouet (79080)      | 16. Clavé (79092)                          |
| 17. Coulonges-sur-l’Autize (79101)   | 18. Cours (79104)                   | 19. Doux (79108)                      | 20. Faye-sur-Ardin (79117)                 |
| 21. Fénery (79118)                   | 22. Fenioux (79119)                 | 23. Fomperron (79121)                 | 24. Gourgé (79135)                         |
| 25. Irais (79141)                    | 26. La Boissière-en-Gâtine (79040)  | 27. La Chapelle-Bâton (79070)         | 28. La Chapelle-Bertrand (79071)           |
| 29. La Ferrière-en-Parthenay (79120) | 30. La Peyratte (79208)             | 31. Lageon (79145)                    | 32. Le Busseau (79059)                     |
| 33. Le Chillou (79089)               | 34. Le Retail (79226)               | 35. Le Tallud (79322)                 | 36. Les Châteliers (79105)                 |
| 37. Les Forges (79124)               | 38. Les Groseillers (79139)         | 39. Lhoumois (79149)                  | 40. Louin (79156)                          |
| 41. Maisontiers (79165)              | 42. Mazières-en-Gâtine (79172)      | 43. Ménigoute (79176)                 | 44. Oroux (79197)                          |
| 45. Pamplie (79200)                  | 46. Parthenay (79202)               | 47. Pompaire (79213)                  | 48. Pougne-Hérisson (79215)                |
| 49. Pressigny (79218)                | 50. Puihardy (79223)                | 51. Reffannes (79225)                 | 52. Saint-Aubin-le-Cloud (79239)           |
| 53. Saint-Christophe-sur-Roc (79241) | 54. Sainte-Ouenne (79284)           | 55. Saint-Georges-de-Noisné (79253)   | 56. Saint-Germain-de-Longue-Chaume (79255) |
| 57. Saint-Germier (79256)            | 58. Saint-Laurs (79263)             | 59. Saint-Lin (79267)                 | 60. Saint-Loup-Lamairé (79268)             |
| 61. Saint-Maixent-de-Beugné (79269)  | 62. Saint-Marc-la-Lande (79271)     | 63. Saint-Martin-du-Fouilloux (79278) | 64. Saint-Pardoux-Soutiers (79285)         |
| 65. Saint-Pompain (79290)            | 66. Saurais (79306)                 | 67. Scillé (79309)                    | 68. Secondigny (79311)                     |
| 69. Surin (79320)                    | 70. Thénezay (79326)                | 71. Vasles (79339)                    | 72. Vausseroux (79340)                     |
| 73. Vautebis (79341)                 | 74. Vernoux-en-Gâtine (79342)       | 75. Verruyes (79345)                  | 76. Viennay (79347)                        |
| 77. Vouhé (79354)                    | 78. Xaintray (79357)                |                                       |                                            |

## Neuordnung der Arrondissements 2018

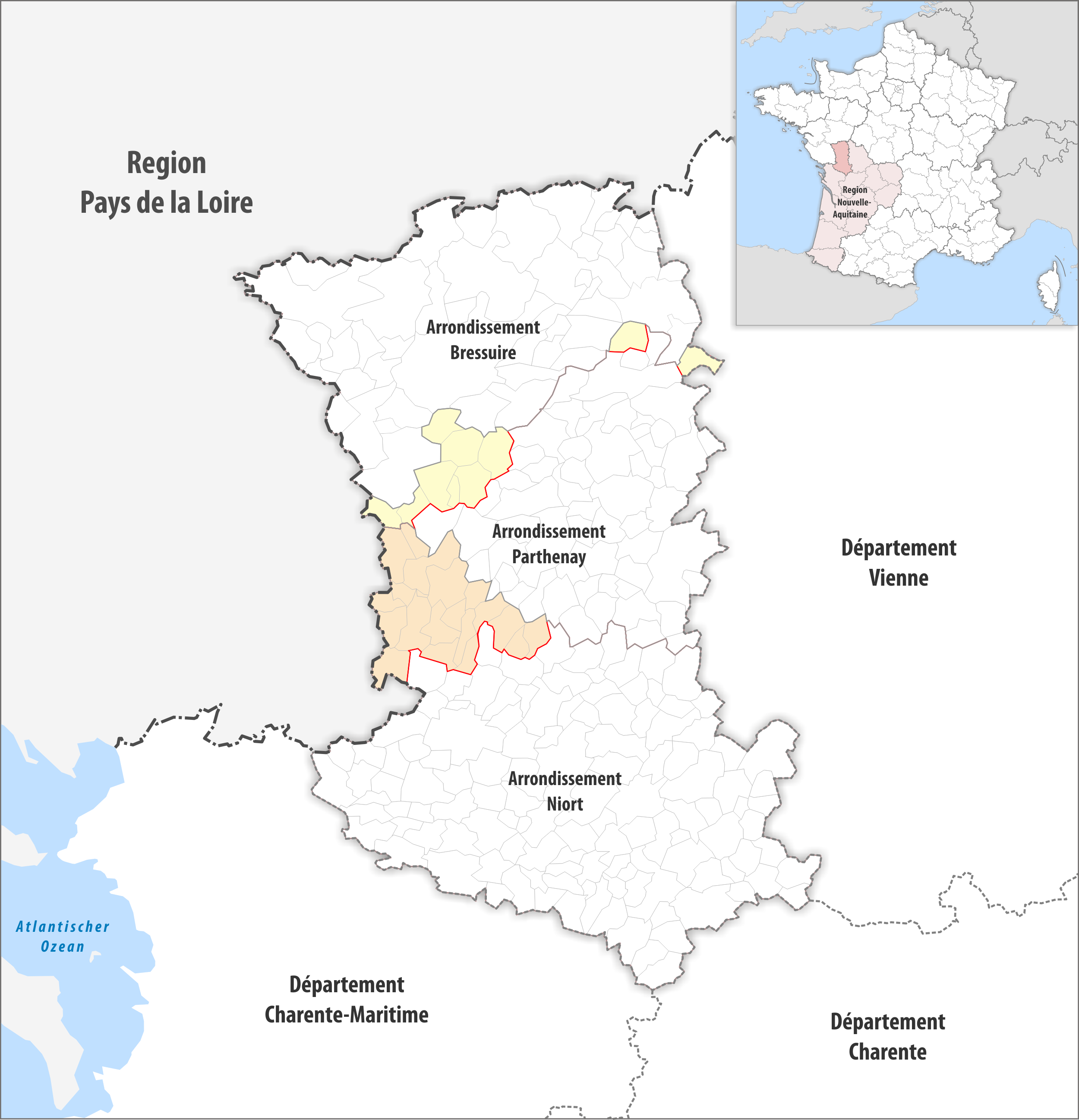
Arrondissementsanpassungen im Jahr 2018

Zum 1. Januar 2018 wurden die zehn Gemeinden L’Absie, Chanteloup, La Chapelle-Saint-Laurent, Clessé, Largeasse, Marnes, Neuvy-Bouin, Saint-Généroux, Saint-Paul-en-Gâtine und Trayes aus dem Arrondissement Parthenay in das Arrondissement Bressuire übertragen.
Gleichzeitig wurden die 20 Gemeinden Ardin, Béceleuf, Beugnon-Thireuil, Champdeniers, Coulonges-sur-l’Autize, Cours, Faye-sur-Ardin, Fenioux, La Chapelle-Bâton, Le Busseau, Pamplie, Puihardy, Saint-Christophe-sur-Roc, Sainte-Ouenne, Saint-Laurs, Saint-Maixent-de-Beugné, Saint-Pompain, Scillé, Surin und Xaintray aus dem Arrondissement Niort in das Arrondissement Parthenay übertragen.